# 公澄法親王
公澄法親王（1776年12月10日—1828年9月15日），俗名弘道，幼名佳宮，是日本江戶時代中期及後期的法親王，生父母是伏見宮邦賴親王及松木美子，伏見宮貞敬親王的同母弟。

## 經歷
佳宮最初於安永六年（1777年）閏六月繼承圓滿院，寬政元年（1789年）正月轉為輪王寺門跡的公延法親王附弟，同時次月成為後桃園天皇的養子，同年六月接受親王宣下，賜名弘道，一個月後（閏六月）得度出家，法號公澄。至寬政七年（1795年）二月敘一品。同時，他在寬政十一年五月到八月擔任天台座主。
公澄法親王在文政十一年（1828年）八月去世，院號歡喜心院，葬在山科。